# Schackbrädspiga
Schackbrädspiga (Propylea quatuordecimpunctata), även kallad fjortonprickig nyckelpiga, är en art i familjen nyckelpigor.

## Beskrivning
Schackbrädspigan har vanligen beige till gulbruna täckvingar med sammanlagt fjorton mörka fläckar, men utseendet hos arten är mycket varierande och många olika färg- och mönstervariationer förekommer. Fläckarna kan ibland smälta samman. Det finns dessutom en mörk fas som är mörk med gulaktiga fläckar. Även halsskölden är ofta gulaktig med 6 till 8 mörka fläckar. Arten är 3,5 till 4,5 mm lång.
Äggen är ljusgröna och strax över 1 mm långa. Larven är svart och långbent, i samband med sina senare hudömsningar med ljusa fläckar. Som mest blir den ungefär 7 mm lång, alltså längre än den vuxna skalbaggen.

## Utbredning
Utbredningsområdet sträcker sig över hela Europa och stora delar av Asien, Afrika och Nordamerika (där den betraktas som en invasiv art). I Sverige förekommer arten i hela Götaland och Svealand samt längs Norrlandskusten. I Finland finns den framför allt i de södra och västra–centrala delarna av landet (inklusive Åland).

## Ekologi
Arten förekommer på ängar och andra gräsmarker, trädgårdar, parker, löv- och blandskog samt inomhus i förvaringsbyggnader. Den kan påträffas på buskar, förna, mossor och kompost. Födan består av bladlöss, sköldlöss, mjöllöss samt larver av vissa skalbaggar och fjärilar.

### Fortplantning
Larven förpuppas efter 9 till 11 dygn, och den fullbildade insekten lämnar puppan efter ytterligare 4 till 5 dygn.
Arten får tre generationer per år: Den första kläcks i maj och lever till augusti, den andra generationen kommer fram i juni till juli, och den tredje i augusti till september. De två senare generationerna övervintrar; dödligheten är emellertid stor under vintervilan.

## Galleri

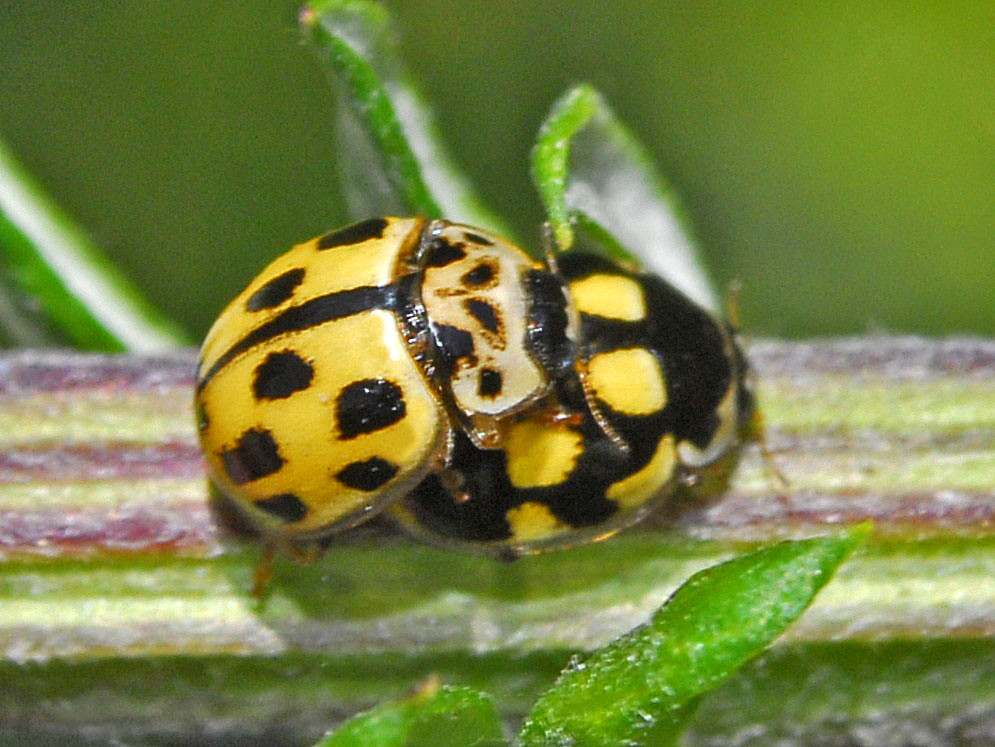
En ljus och en mörk form som parar sig
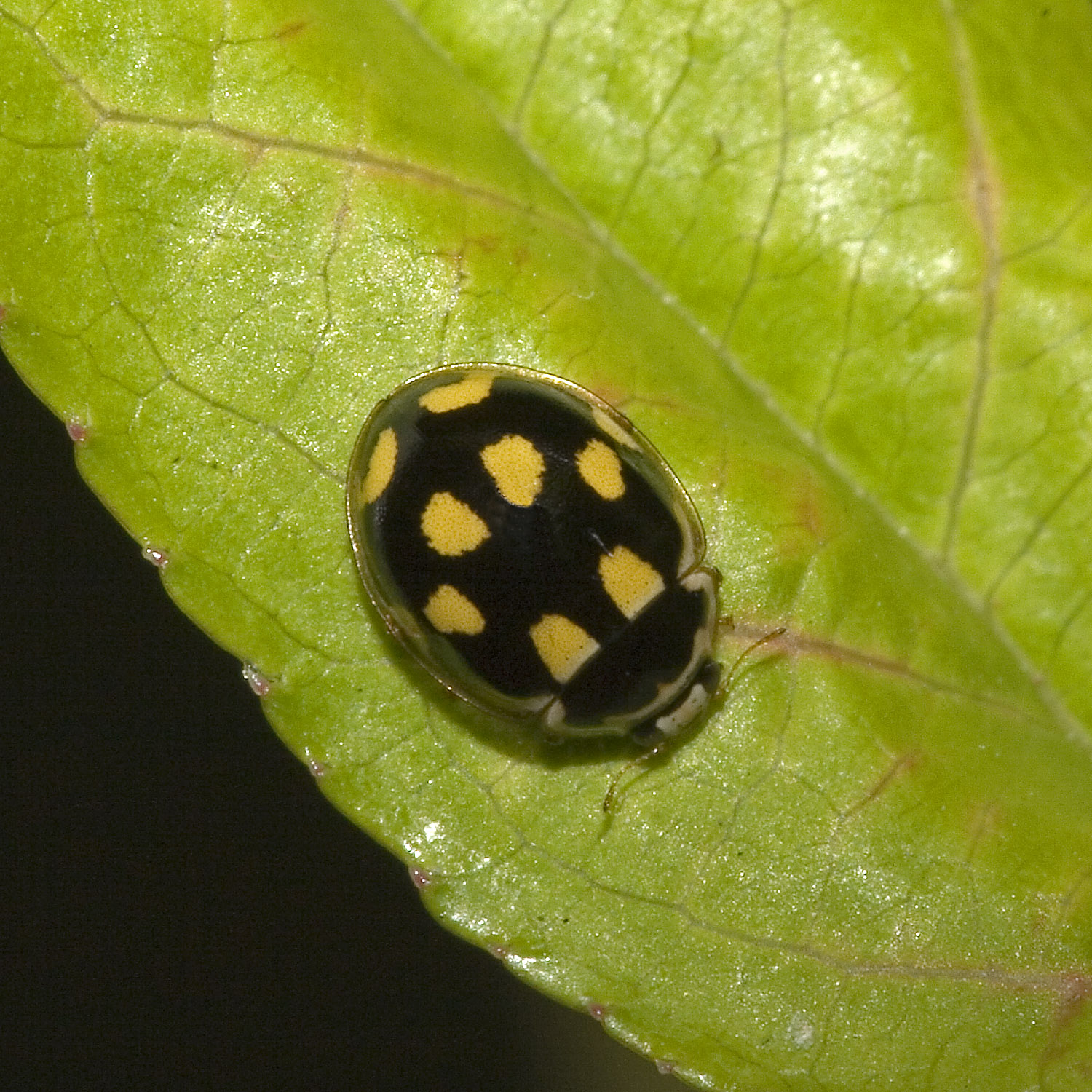
Mörk form
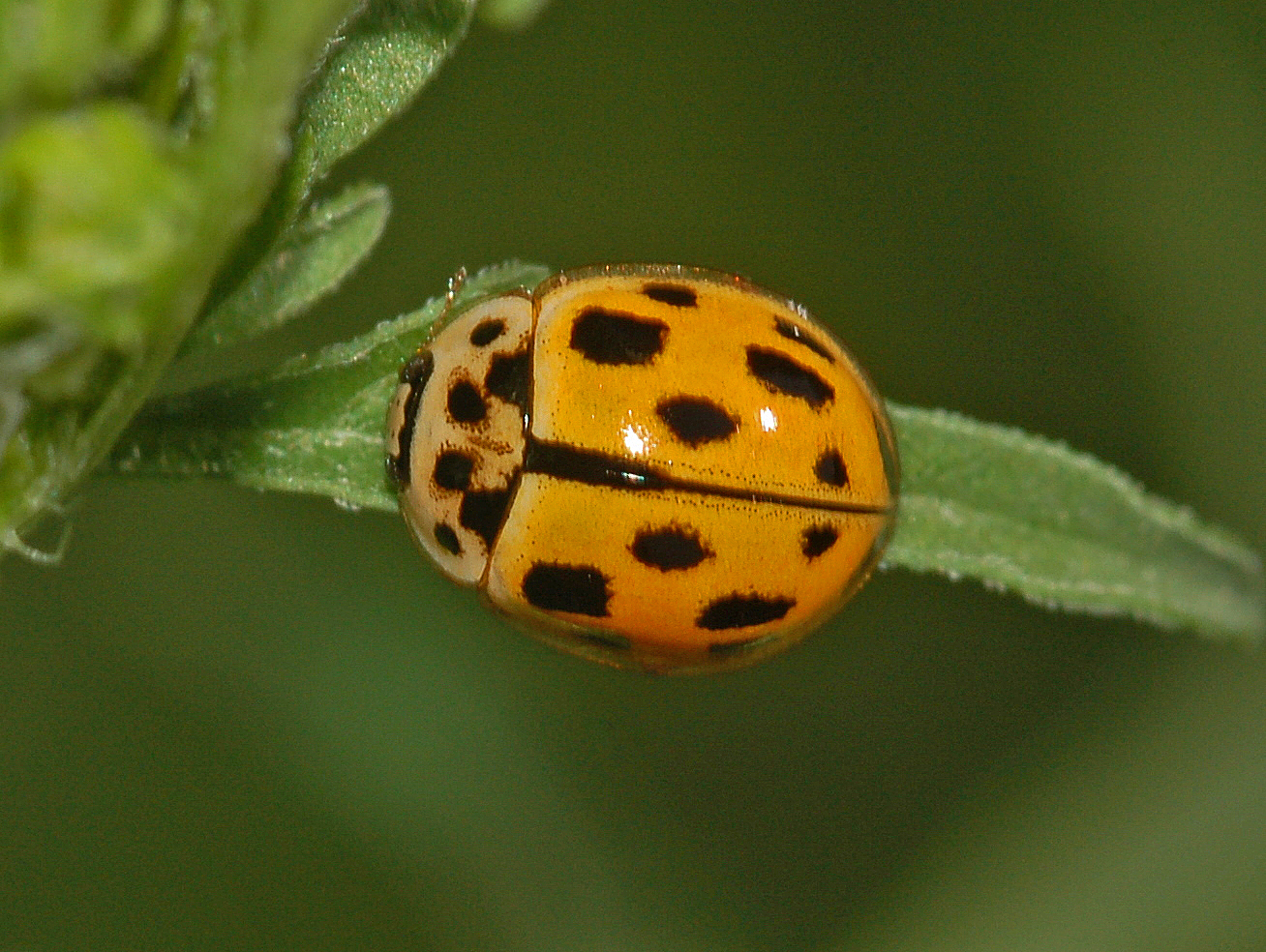
Ljus (klargul) form
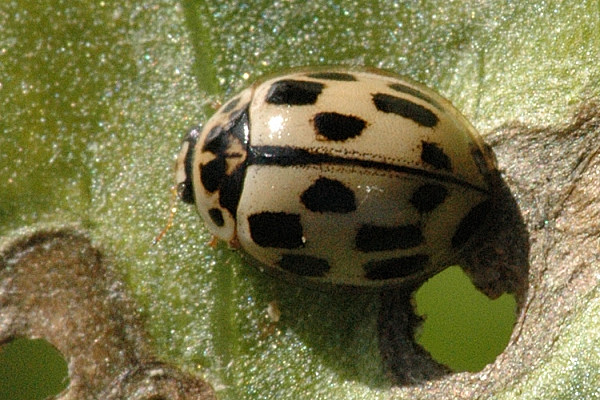
Ljus (beige) form
- Video av mörk form på ett blad